# Flottans kavaljerer
Flottans kavaljerer är en svensk komedifilm från 1948 baserad på Sölve Cederstrands och Gustaf Edgrens manus Spökbaronen.

## Handling
Genom en olyckshändelse tappar baron Conrad Crusenhielm minnet på sin svensexa, och hamnar så småningom på en båt på väg till Korsika. Ombord på båten förväntas han ha kunskaper som han inte har. När han kommit fram träffar han en kvinna som han förälskar sig i. Under tiden blir han dödförklarad hemma i Sverige och det visar sig att kvinnan han just träffat ärver hans gods.

## Om filmen
Filminspelningen påbörjades den 17 augusti och avslutades en bit in i november 1948 och ägde rum i Filmstaden, ombord på pansarkryssaren HMS Fylgia, i vattnet utanför Dalarö samt i Saltsjöbaden och Nice. Den hade premiär den 26 december 1948 och är barntillåten. Filmen har även visats på SVT.

## Rollista
- Åke Söderblom - baron Conrad Crusenhielm, friherre/sonen Baltsar/sonen Conrad/sonen Mateo/sonen Lill-Kurre
- Marianne Löfgren - konsulinnan Cecilia Söderquist, Conrads enda släkting
- Bojan Westin - Margaretha Söderquist, hennes dotter
- Arthur Fischer - Emil Blomgren, Conrads betjänt
- Allan Bohlin - sekonden på Fylgia
- Fritiof Billquist - Göran Göransson, personalvårdsassistent på Fylgia
- Egon Larsson - furir Sjöberg, kallad Hajen
- Bert Sorbon - matrosen 325 Kurre Karlsson
- Edvin Adolphson - Mateo Carotti, korsikansk slaktare
- Elisaveta Kjellgren - Lucretia Carotti, Mateos systerdotter
- Naima Wifstrand - Mamma grosso Carotti, Mateos mor
- Robert Peiper - Marco Carotti, Mateos bror
- Carl Hagman - Fagotti, krögaren på trattorian

### Ej krediterade
- Nils Ohlin - advokat
- Stellan Agerlo - matros på Fylgia
- Carl-Olof Alm - furir på Fylgia
- Gustaf Hiort af Ornäs - fingeravtrycksexpert hos polisen
- Otto Wellton - Anderberg, poliskommissarie
- Åke Engfeldt - löjtnant på Fylgia
- Sven Arvor - deltagare i Conrads svensexa
- Lennart Blomqvist - deltagare i Conrads svensexa
- Åke Jensen - deltagare i Conrads svensexa
- Gunnar Lundin - intendent på Fylgia
- Per-Axel Arosenius - Kurre Karlssons kamrat på caféet
- Astrid Bodin - dansande kroggäst på Korsika
- Birger Åsander - vaktmästare på Gröna Lund
- Rune Ottoson - furir i eldledningscentralen på Fylgia
- Jan-Olof Strandberg - flottist på Fylgia
- Marianne Schüler - balettflicka i Conrads dröm/dansös på trattorian
- Quitt Holmgren - radioreportern ombord på Fylgia
- Olle Ekbladh - gårdskarl på Cruseholm
- Ernst Wellton - poliskonstapel

## Musik i filmen
- Så tågar vi till Gröna Lund, musik Olle Lindholm
- Mañana (Is Soon Enough for Me), musik Peggy Lee och Dave Barbour, instrumental
- Hör oss, Svea, musik och text Gunnar Wennerberg, sjungs av manskör
- Det var Bohus Bataljon!, musik Sten Frykberg, instrumental
- Om jag vore amiral, musik Olle Lindholm, sång Fritiof Billquist, Åke Söderblom och Egon Larsson
- Salta biten, musik Olle Lindholm sång Åke Söderblom och kör
- Parad för fanan, musik Carl Anton Philipp Braun, instrumental
- Min persika på Korsika, musik Olle Lindholm, sång Åke Söderblom, Elisaveta Kjellgren och Egon Larsson
- Flottans kavaljerer, musik Olle Lindholm, sjungs och dansas av kör
- La paloma, musik Sebastián Yradier, instrumental
- Flickan i Havanna, musik Evert Taube, instrumental
- O sole mio, musik Edoardo Di Capua, svensk text Sven Nyblom, sång Naima Wifstrand, Edvin Adolphson och Robert Peiper
- Älvsborgsvisan, instrumental